# Red Bird
Red Bird (c. 1788 – 16 février 1828) est un chef amérindien de la tribu des Winnebagos et l'un des principaux meneurs de la guerre des Winnebagos de 1827. Il effectue sa reddition le 3 septembre 1827 puis est emprisonné à Fort Crawford où il meurt le 16 février 1828.